# Jean Dell

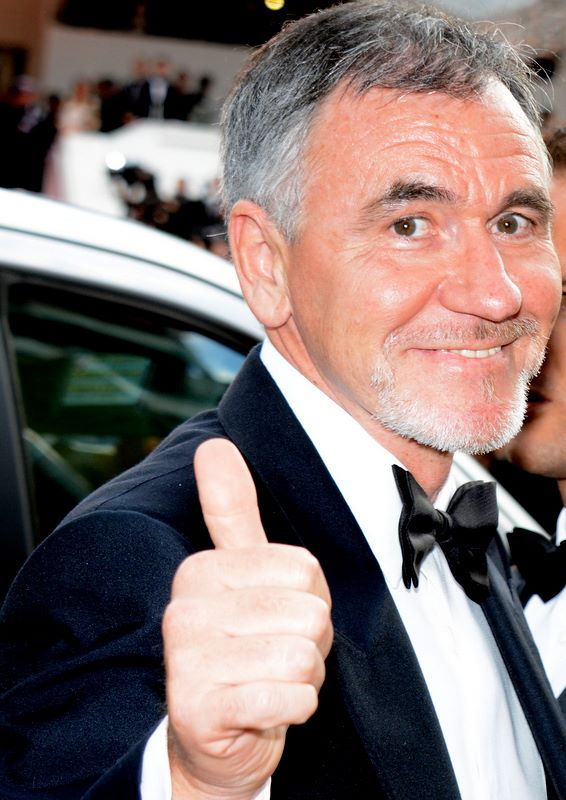
Jean Dell (2014)

Jean Dell (* 10. Juli 1961 in Saint-Étienne, Frankreich) ist ein französischer Schauspieler und Dramatiker.

## Leben
Nach seinem Schulabschluss zog Jean Dell im Alter von 20 Jahren nach Paris, wo er versuchte sich als Schauspieler zu etablieren. Anfangs schrieb er mehrere Sketche, die er auf Kleinkunstbühnen vorführte. Über das Radio kam er schließlich Ende der 1980er Jahre zum Fernsehen und von dort zum französischen Kinofilm. Seine erste große dauerhafte Rolle hatte er von 1989 bis 1994 als Gerichtsvollzieher in 82 Folgen der Fernsehserie Tribunal.
Parallel zu seiner Schauspielerei konnte sich Dell ab dem Jahr 2000 als Dramatiker etablieren. Insbesondere mit Gérald Sibleyras schrieb er mehrere Theaterstücke. Sein 2003 veröffentlichtes Stück Un petit jeu sans conséquence wurde ein großer Erfolg. Noch im selben Jahr wurde er mit neun Nominierungen für den wichtigsten französischen Theaterpreis, dem Molière, bedacht, wobei es mit fünf Auszeichnen geehrt wurde. Ein Jahr später wurde die Verfilmung veröffentlicht. Bernard Rapp inszenierte die Komödie mit Sandrine Kiberlain, Marina Foïs und Yvan Attal in den Hauptrollen.
Unter dem deutschen Titel Ein kleines Spiel, so nebenbei wurde das Stück schließlich ab 2004 auch vermehrt auf deutschen Bühnen gespielt. Sein 2005 mit Sibleyras veröffentlichtes Stück Une Heure et demie de retard wurde nach einer Übersetzung von Dorothea Renckhoff und Fedora Wesseler mehrfach unter dem Titel Anderthalb Stunden zu spät aufgeführt.
Dell ist mit der zwei Jahre jüngeren Schauspielerin Christiane Bopp verheiratet, mit der er einen gemeinsamen Sohn hat.

## Theaterstücke
- Sacré Nostradamus (1995, mit Gérard Caillaud)
- Le Béret de la tortue (2000, mit Gérald Sibleyras)
- Un petit jeu sans conséquence (2002, mit Gérald Sibleyras; Deutsch: Ein kleines Spiel, so nebenbei)
- L'Inscription (2004, mit Gérald Sibleyras)
- Une Heure et demie de retard (2005 mit Gérald Sibleyras; Deutsch: Anderthalb Stunden zu spät)
- Vive Bouchon (2006, mit Gérald Sibleyras)
- Un stylo dans la tête (2012)

## Filmografie (Auswahl)
- 1989–1994: Tribunal (Fernsehserie, 84 Folgen)
- 1990: Auf eigene Faust (Force de frappe, Fernsehserie, eine Folge)
- 1998: St. Tropez (Fernsehserie, zwei Folgen)
- 1998: Nestor Burmas Abenteuer in Paris (Nestor Burma; Fernsehserie, 2 Folgen)
- 2001: Une femme d’honneur (Fernsehserie, 1 Folge)
- 2003: Je reste!
- 2003: Mata Hari – Die wahre Geschichte (Mata Hari, la vraie histoire)
- 2003: Ruby & Quentin – Der Killer und die Klette (Tais-toi !)
- 2003: Wer tötete Bambi? (Qui a tué Bambi?)
- 2004: Lügen & lügen lassen (Mensonges et trahisons et plus si affinités...)
- 2004: La Crim’ (Fernsehserie, 1 Folge)
- 2004: Julie Lescaut (Fernsehserie, 1 Folge)
- 2005: 2018 – Der Ölcrash (2013, la fin du pétrole)
- 2005: Wie sehr liebst du mich? (Combien tu m’aimes?)
- 2006: Der rosarote Panther (The Pink Panther)
- 2006: Trautes Heim, Glück allein (La Maison du Bonheur)
- 2008: Tage oder Stunden (Deux jours à tuer)
- 2008: Was Liebe heißt (Sa raison d'être)
- 2009: Halleluja – Zwei Brüder wie Himmel und Hölle (Le missionnaire)
- 2010: Der Klang von Eiswürfeln (Le bruit des glaçons)
- 2014: Grace of Monaco
- 2020: Demain nous appartient (Fernsehserie, 6 Folgen)
- 2021: Mord in Saint-Tropez (Mystère à Saint-Tropez)